# Sleep Dirt
Sleep Dirt es un álbum del músico y compositor estadounidense Frank Zappa, lanzado el 19 de enero de 1979 a través de su propia discográfica DiscReet Records. Llegó al puesto número 175 de la lista de Pop Albums de la revista Billboard. El título pensado para el álbum en primera instancia fue Hot Rats III. El título fue cambiado por la distribuidora de DiscReet, Warner Bros. Records violando el contrato de Zappa.
La criatura que aparece en portada es Hedorah de las películas de Godzilla.

## Lista de canciones
Todas las canciones compuestas por Frank Zappa.

### Cara A
1. "Filthy Habits" – 7:33
2. "Flambay" – 4:54
3. "Spider of Destiny" – 2:33
4. "Regyptian Strut" – 4:13

### Cara B
1. "Time Is Money" – 2:48
2. "Sleep Dirt" – 3:21
3. "The Ocean Is the Ultimate Solution" – 13:18

## Personal
- Frank Zappa – guitarra, percusión, teclados, sintetizador
- Terry Bozzio – batería
- George Duke – teclados, voz
- Bruce Fowler – viento-metal
- Stephen Marcussen – masterización
- Patrick O'Hearn – bajo
- Gary Panter – dirección artística
- Dave Parlato – bajo
- Bob Stone – masterización
- Chester Thompson – batería
- Ruth Underwood – percusión, teclados
- James "Bird Legs" Youman – bajo, guitarra

## Listas
Álbum - Billboard (Estados Unidos)
| Año  | Lista      | Posición |
| ---- | ---------- | -------- |
| 1979 | Pop Albums | 175      |